# Johannes XIII
Johannes XIII, född Giovanni Crescenzi i Rom, död i samma stad 6 september 972, var påve från den 1 oktober 965 till sin död nästan sju år senare, 6 september 972.

## Biografi
Giovanni Crescenzi var son till konsulen, sedermera biskopen, Johannes, och Teodora den yngre, som var syster till Marozia. Han vigdes i unga år till präst, och blev så småningom biskop av Narni. Den senare positionen hade han när han valdes, som kandidat för det kejserliga partiet, till påve efter fem månaders interregnum efter Leo VIII:s död, och kröntes den 1 oktober 965, som en kompromiss. Kejsaren Otto den store hade inte varit nöjd när Benedictus V blivit vald tidigare, men stödde nu Johannes. 
Johannes XIII:s agerande och stöd från det kejserliga partiet gjorde honom impopulär i Rom. En revolt bröt ut i december 965 och Johannes tillfångatogs, fördes först till Castel Sant'Angelo och sedan till campagnan, men han lyckades fly och gick i exil hos prins Pandulf av Capua. Med hjälp av Otto kunde han dock återvända till Rom i november 966. Konspiratörerna mot påven dömdes till döden.
Vid återkomsten samarbetade han med kejsaren för kyrklig utveckling, som skapandet av ärkebiskopssätet i Magdeburg. Han utvecklade även andra ärkebiskopssäten i södra Italien för att minska bysantinska rikets och den östligt ortodoxas inflytande där.
Julen 967 krönte Johannes Otto I:s tolvårige son Otto II till dennes medregent.

### Webbkällor
- Catholic Encyclopedia, Volume VIII (1910)